# Nuno da Costa
Nuno Miguel da Costa Jóia (Praia, 10 de febrero de 1991), conocido deportivamente como Nuno da Costa, es un futbolista caboverdiano. Juega como delantero y su equipo es el Estambul Başakşehir F. K. de la Superliga de Turquía.

## Clubes
| Club                          | País       | Año       |
| ----------------------------- | ---------- | --------- |
| Aubagne F. C.                 | Francia    | 2011-2015 |
| Valenciennes F. C.            | Francia    | 2015-2017 |
| Racing de Estrasburgo         | Francia    | 2017-2020 |
| Nottingham Forest F. C.       | Inglaterra | 2020-2022 |
| Royal Excel Mouscron (cedido) | Bélgica    | 2020-2021 |
| S. M. Caen (cedido)           | Francia    | 2021-2022 |
| A. J. Auxerre                 | Francia    | 2022-2023 |
| Kasımpaşa S. K.               | Turquía    | 2023-2025 |
| Estambul Başakşehir F. K.     | Turquía    | 2025-     |

## Palmarés

### Títulos nacionales
| Título                     | Club              | País    | Año  |
| -------------------------- | ----------------- | ------- | ---- |
| Copa de la Liga de Francia | R. C. Estrasburgo | Francia | 2019 |